# Rudolf Grau
Rudolf Friedrich Grau, född den 20 april 1835, död den 5 augusti 1893, var en tysk protestantisk teolog.
Grau, som var privatdocent i Marburg och därefter professor i Königsberg, skrev bland annat Semiten und Indogermanen in ihrer Beziehung zur Religion und Wissenschaft (1864; 2:a upplagan 1867), Entwickelungsgeschichte des neutestamentlichen Schrifttums (2 band, 1871-72) och Bibelwerk für die Gemeinde: Neues Testament (2 band, 1876-80; 2:a upplagan 1890).